# La conversación
La conversación (The Conversation, en el original en inglés) es una película estadounidense de 1974, escrita, producida y dirigida por Francis Ford Coppola y protagonizada por Gene Hackman, John Cazale, Teri Garr y Cindy Williams. Fue galardonada con importantes premios cinematográficos estadounidenses e internacionales y preservada desde 1995 en el National Film Registry de la Biblioteca del Congreso de Estados Unidos.

## Argumento
Narra la historia de un espía profesional (Gene Hackman) que trabaja tanto para clientes privados como públicos. Hasta el momento, no se ha planteado nunca qué podía pasar con toda la información que sacaba de la gente, pero al organizar una escucha para un cliente que se desarrolla en una plaza y justo al inicio de la película, caerá en la tentación de escuchar qué dicen las dos personas que le ha tocado espiar. Pronto la situación le atormentará y querrá saber más convirtiéndose en el cazador cazado.

## Reparto
- Gene Hackman como Harry Caul.
- John Cazale como Stan.
- Allen Garfield como William P. "Bernie" Moran
- Frederic Forrest como Mark.
- Cindy Williams como Ann.
- Michael Higgins como Paul.
- Elizabeth MacRae como Meredith.
- Teri Garr como Amy Fredericks.
- Harrison Ford como Martin Stett.
- Mark Wheeler como Recepcionista.
- Robert Shields como El mimo.
- Phoebe Alexander como Lurleen.
- Robert Duvall como El director.
- Richard Hackman como El sacerdote / el guardia (hermano de Gene Hackman).
- Gian-Carlo Coppola como El niño en la iglesia (hijo de Francis Ford Coppola, de entonces 9 años).

## Premios

### Premios Óscar
| Año  | Categoría            |                                  | Resultado  |
| ---- | -------------------- | -------------------------------- | ---------- |
| 1974 | Mejor Película       | Francis Ford Coppola y Fred Ross | Candidata  |
| 1974 | Mejor guion original | Francis Ford Coppola             | Candidato  |
| 1974 | Mejor sonido         | Walter Murch y Art Rochester     | Candidatos |

- Dos premios BAFTA 1975: al mejor montaje (Walter Murch y Richard Chew), y al mejor sonido (Art Rochester, Nathan Boxer, Michael Evje y Walter Murch).
- Dos premios del Festival de cine de Cannes 1974: Palma de Oro y Prix du Jury Œcuménique (Francis Ford Coppola).
- Premio Sant Jordi 1975 (Gene Hackman).
- Tres Premios National Board of Review 1974: al mejor actor (Gene Hackman), al mejor director y a la mejor película.
- Dos premios Loutzenhiser del KCFCC 1975: al mejor director, y a la mejor película.

## Relación con otros trabajos
La película está levemente inspirada en Deseo de una mañana de verano (1966), de Michelangelo Antonioni, la cual está a su vez basada en el relato Las babas del diablo, del escritor Julio Cortázar, en el que un fotógrafo cree haber encontrado la prueba de que se ha cometido un asesinato mientras revisa uno de sus trabajos. La diferencia es que esta cuenta con un dilema moral ausente en el filme de Antonioni, el hecho de que el protagonista se muestre indiferente con las consecuencias producidas por repartir las conversaciones que registra. En realidad, le preocupan enormemente.
Además, ambas forman parte de un momento de paranoia hollywoodense en el que diversas películas reflejaban una reacción al escándalo Watergate y la caza de brujas de la década pasada. Estas cosas influyeron en Blow Out (1981), de Brian De Palma, donde un ingeniero de sonido graba, sin pretenderlo, un accidente de tráfico mientras trabaja en el sonido de una película de terror. Antonioni, Francis Ford Coppola y De Palma demuestran en sus respectivos trabajos una gran fascinación por las nuevas tecnologías y un trabajo de cámara elaborado.